# Witstaartsneeuwhoen
Het witstaartsneeuwhoen (Lagopus leucura) is een vogel uit de familie fazantachtigen (Phasianidae). De soort is voor het eerst in 1831 door Richardson wetenschappelijk beschreven.

## Voorkomen
De soort komt voor in het westen en noordwesten van Noord-Amerika en telt vijf ondersoorten:
- L. l. peninsularis: het zuidelijke deel van Centraal-Alaska en Yukon.
- L. l. leucura: westelijk Canada.
- L. l. rainierensis: centraal en zuidelijk Washington.
- L. l. saxatilis: Vancouvereiland.
- L. l. altipetens: de Rocky Mountains van Montana tot New Mexico.

## Beschermingsstatus
De totale populatie is in 2019 geschat op 2,0 miljoen volwassen vogels. Op de Rode Lijst van de IUCN heeft de soort de status niet bedreigd.